# Napa (hardware)

Evoluzione del logo di Centrino.

Napa è il nome in codice della terza generazione della piattaforma Centrino sviluppata da Intel per i computer portatili, e arrivata sul mercato con il nome commerciale di Centrino Duo. È stata presentata al Consumer Electronics Show di Las Vegas il 5 gennaio 2006 per sostituire la precedente Sonoma, sul mercato dai primi mesi del 2005, e che veniva però commercializzata ancora con il marchio Centrino.

## I motivi del nuovo nome commerciale
Con il passaggio alla terza generazione della piattaforma Centrino, Intel si è resa conto che per far percepire più facilmente le innovazioni tecnologiche apportate all'intero sistema e soprattutto al processore, era necessario aggiornare anche il nome commerciale. Dato che la nuova CPU (conosciuta con il nome in codice di Yonah) era di tipo dual core e venne rinominata Core Duo (in realtà esistevano anche alcune versioni single core chiamata Core Solo), sembrò abbastanza logico riprenderne il nome anche nel marchio dell'intera piattaforma che è diventata appunto la nuova Centrino Duo.

## Componenti
Così come le prime 2 generazioni di piattaforma Centrino (Carmel e Sonoma) erano basate su 3 componenti chiave, vale a dire, CPU, Chipset e Scheda wireless espressamente progettati per l'impiego in ambito mobile e quindi per avere come principale obiettivo il giusto bilanciamento tra prestazioni e consumi, anche per la nuova Napa Intel ha mantenuto gli stessi requisiti, e solo se un sistema integra tutti e 3 i componenti suggeriti dalla casa madre, esso poteva fregiarsi del "logo Centrino Duo", mentre se un produttore decideva di utilizzare solo la CPU suggerita ma una diversa scheda di rete wireless, esso avrebbe solo potuto portare il logo relativo alla CPU impiegata e non quello dell'intera piattaforma.

## Caratteristiche principali
La prima generazione della piattaforma Centrino Duo (quindi la terza generazione di Centrino) era conosciuta anche con il nome in codice Napa. Di seguito i 3 componenti chiave della piattaforma:
- Processore - Core Duo (o Core Solo in alcuni casi) Yonah

Si trattava di un processore derivato dall'architettura sviluppata per il precedente Pentium M Dothan ma era una CPU dual core realizzata mediante processo produttivo a 65 nm. Il bus era salito a 667 MHz e l'approccio produttivo era quello a Die Monolitico. L'importanza dell'approccio dual core risulta evidente se si considera che a fronte di un consumo paragonabile al predecessore, Yonah offriva prestazioni migliori anche del 60%.
- Chipset - Calistoga (commercializzato come i945GM/PM/GMS e i940GML ovvero una variante dell'i945)

Oltre al supporto al nuovo BUS a 667 MHz, e alla memoria RAM DDR2 in standard -667, continuava la gestione degli standard di interconnessione PCI Express e SATA, con l'aggiunta della funzionalità NCQ. Tra le altre cose era stato sensibilmente migliorato anche il sottocomparto grafico che offriva ora pieno supporto all'alta definizione che si aggiungeva al già ottimo Intel High Definition Audio (conosciuto con il nome in codice di Azalia) per la gestione dell'audio.
- Scheda wireless - Golan (commercializzata come Intel Pro Wireless 3945 ABG)

In un unico modulo garantiva la connettività a tutti gli standard 802.11 disponibili fino a quel momento, in particolare a/b/g e per la prima volta, 802.11e. Tra le altre cose, le dimensioni del modulo si erano ridotte del 50% rispetto al predecessore, garantendo al contempo un consumo inferiore del 30%.

## Altre innovazioni
Come accennato prima, le innovazioni alla piattaforma mobile arrivate con Napa, erano molteplici, e molte di queste erano talmente complesse e nascoste nei meandri dell'architettura dei singoli componenti che risulta assai arduo poterle elencare tutte.

### Consumi ancora più bassi
Napa non "dimenticava" la sua vocazione mobile, e portava con sé altre innovazioni volte ad ottimizzare il consumo energetico; per ottenere tale risultato Intel si è resa conto che per ridurre il consumo dell'intera piattaforma era necessario ottimizzare l'intera piattaforma e non solo i 3 componenti chiave. Già con la prima generazione della piattaforma Centrino (Carmel) Intel aveva iniziato ad agire in questa direzione, non focalizzando più la propria attenzione solo sul processore, ma anche sul chipset e sulla scheda di rete, tenendo sempre conto, nella fase di sviluppo, l'efficienza energetica dei vari componenti. L'integrazione dei sottocomparti audio e video nel chipset contribuivano ad ottimizzare tale consumo.
Cercando di semplificare il più possibile, si poteva vedere lo sviluppo di Napa nel seguente modo: partendo dal nuovo processore dual core Yonah, che si poteva immaginare come due core Dothan assemblati insieme nello stesso package mediante un approccio a Die Monolitico con alcune migliorie architetturali, Intel ha poi progettato tutti gli altri componenti in modo da bilanciare opportunamente prestazioni e consumi in modo da mantenere, per quanto possibile, l'autonomia dei portatili Sonoma, e al tempo stesso non creare "colli di bottiglia" per la nuova CPU.
Lo sviluppo tecnologico volto a migliorare l'autonomia di funzionamento si orienta contemporaneamente verso la riduzione del consumo dei vari componenti e nell'aumento di capacità delle batterie a parità di ingombro e di peso. A questo proposito, sono nate nel tempo nuove tecnologie come le batterie Pionics ai polimeri di litio, oppure evoluzioni delle batterie zinco-alcaline. L'obiettivo di Intel è di portare l'autonomia dei sistemi portatili dalle 5 ore offerte dalla piattaforma Napa a ben 8 ore di autonomia media.

### Dimensioni più contenute
Proseguendo un trend già visto con le prime soluzioni Centrino, Napa introduceva anche una generale riduzione delle dimensioni dei componenti; questo ha permesso la progettazione di sistemi notebook sempre più piccoli e facilmente trasportabili, come i subnotebook, con display da 10 pollici. A testimonianza della complessiva miniaturizzazione della piattaforma Napa, Sean Maloney all'Intel Developer Forum 2005 mostrò in anteprima il modulo wireless Golan a confronto con la scheda wireless integrata nelle precedenti soluzioni Sonoma. Era evidente come la dimensione della nuova scheda fosse pari a meno della metà della scheda precedente, offrendo contemporaneamente maggiori funzionalità.

## Prestazioni di Napa a confronto con Sonoma
Il risultato dei vari sforzi di ottimizzazione generale si è rivelato eccellente in quanto i primi esemplari commerciali basati sulla prima generazione della piattaforma Centrino Duo si sono rivelati più potenti dei precedenti in maniera variabile dal 20 al 60%, senza peraltro diminuire in maniera sensibile l'autonomia dei Notebook di nuova generazione.
Rispetto alla precedente piattaforma Sonoma, basata sul Pentium M con core Dothan, Intel affermava che Napa era in grado di consumare mediamente fino al 28% in meno di energia elettrica e di fornire fino al 68% in più di performance. Queste percentuali erano state calcolate in base ai risultati forniti da due noti benchmark: SPECint e MobileMark 2005. In un test condotto con applicazioni reali, tra cui Microsoft PowerPoint e un antivirus, Intel ottenne un valore prestazionale superiore addirittura del 39% a quello di Sonoma.
Il processore, il chipset e il modulo Wi-Fi alla base di Napa assorbivano un massimo di 3 W contro i 4,2 W della precedente generazione. Questo miglioramento, che si è poi riflesso direttamente sull'autonomia della nuova generazione di notebook, era frutto soprattutto del nuovo processo a 65 nanometri di Yonah e di una più avanzata versione della tecnologia di risparmio energetico SpeedStep: quest'ultima era ora in grado di ridurre dinamicamente tensione e frequenza di clock in modo indipendente per i due core.

## Varianti sul tema
Al momento della presentazioni di Napa, Intel propose anche il concetto di nuovi tpi di notebook dotati di un secondo display di ridotte dimensioni, visibile anche a portatile chiuso che aveva lo scopo di monitorizzare le principali funzionalità, come ad esempio la ricezione di nuove e-mail, la disponibilità di un collegamento wireless ecc, anche a notebook chiuso. Si trattava di nuove funzionalità che richiedevano espressamente la disponibilità del nuovo sistema operativo di casa Microsoft, Windows Vista, che è arrivato sul mercato solo un anno dopo l'arrivo di Napa, ovvero alla fine 2006.
Questo tipo di soluzioni, sebbene arrivate sul mercato, non hanno però per il momento rivoluzionato particolarmente il modo di concepire i computer portatili.

## La piattaforma successiva
Pochi mesi dopo la presentazione di Napa e quindi del Core Duo Yonah, ad agosto 2006 Intel presentò il primo processore mobile ad essere basato sulla nuova architettura Intel Core Microarchitecture, conosciuto come Core 2 Duo Merom. Si trattava di un processore completamente nuovo, ispirato sul precedente Yonah, ma caratterizzato da tante novità da essere considerato totalmente innovativo. Trattandosi di un aggiornamento della sola CPU la piattaforma di riferimento è rimasta ancora Napa, sebbene basata sul nuovo processore, e quindi rinominata formalmente "Napa Refresh" o "Napa64" dato che la nuova CPU integrava le istruzioni EM64T per l'esecuzione di codice a 64 bit. Si tratta in effetti dello stesso approccio che Intel aveva già utilizzato al momento della presentazione del secondo Pentium M (Dothan) che aveva in un primo tempo semplicemente aggiornato la piattaforma Carmel precedente, e che il produttore ha intenzione di conservare anche per il futuro per successive generazioni di Centrino.
Il 9 maggio 2007 arrivò l'atteso aggiornamento dell'intera piattaforma che prese il nome di Santa Rosa che abbinava al processore Merom anche il chipset Crestine e alla scheda wireless Kedron.